# داود عبد السيد
داوود عبد السيد (23 نوفمبر 1946 -)، هو مخرج مصري. بدأ حياته المهنية بالعمل كمساعد مخرج في بعض الأفلام، أهمها فيلم «الأرض» ليوسف شاهين و «الرجل الذي فقد ظله» لكمال الشيخ، و«أوهام الحب» لممدوح شكري. ثم بعد ذلك توقف عبد السيد عن مزاولة هذا العمل، يقول: «لم أحب مهنة المساعد، كنت تعيساً جداً واُمل كثيرا، إنها تتطلب تركيزاً أفتقده، أنا غير قادر ٍعلى التركيز إلا فيما يهمني جداً، عدا ذلك، ليس لدي أي تركيز.»

## مسيرته
قرر عبد السيد أن يحمل الكاميرا, وينطلق بها في شوارع القاهرة, و أن يصنع أفلاماً تسجيلية اجتماعية؛ أهمها «وصية رجل حكيم في شؤون القرية والتعليم» (1976)، «العمل في الحقل» (1979)، «عن الناس والأنبياء والفنانين» (1980). حققت الأفلام لعبد السيد فرصةً للاحتكاك المباشر مع الناس، ومعرفةً أوسع وأعمق بالمجتمع المصري بكافة طبقاته.

## جوائز
حصل عبد السيد عام 1985 على جائزة العمل الأول في مهرجان أسوان الأكاديمي عن فيلمه الصعاليك. بينما حصل فيلمه «أرض الخوف» على جائزة الهرم الفضي من مهرجان القاهرة السينمائي الدولي، وجائزة السيناريو من مهرجان البحرين الأول. وجائزة أحسن فيلم من مهرجان جمعية الفيلم، وجائزة أحسن إخراج من مهرجان جمعية الفيلم، عام 1999. وسميت أفلامه («الكيت كات» 1991، «أرض الخوف» 1999، و «رسائل البحر» 2010) ضمن قائمة أهم 100 فيلم عربي التي أصدرها مهرجان دبي السينمائي الدولي عام 2013. وتم تكريمه في 2018 في مهرجان الجونة السينمائي.
حصل عن فيلمه سارق الفرح على جائزة الإنتاج الفضية من المهرجان القومى للسينما.والجائزة البرونزية من مهرجان دمشق الدولى، وجائزة الجمهور من مهرجان سورونتو، إيطاليا، عام 1995.
حصل عن فيلم الكيت كات على عدة جوائز في السيناريو والإخراج، وهى: جائزة التفوق من السيناريو في المهرجان القومى، عام 1992 . جائزة الإنتاج الأولى من المهرجان القومى. الجائزة الذهبية من مهرجان دمشق الدولى. جائزة السيناريو من مهرجان الإسكندرية والبحر المتوسط.
حصل عن فيلمه أرض الخوف على جائزة الهرم الفضى من مهرجان القاهرة السينمائي الدولى، وجائزة السيناريو من مهرجان البحرين الأول. وجائزة أحسن فيلم من مهرجان جمعية الفيلم، وجائزة أحسن إخراج من مهرجان جمعية الفيلم، عام 1999.
شارك بشخصه وأفلامه في عدد كبير من المهرجانات العالمية والمحلية.
حصل عن فيلمه البحث عن سيد مرزوق على جائزة الهرم الفضى من مهرجان القاهرة السينمائي الدولى الخامس عشر، عام 1991. حصل عن فيلمه وصية رجل حكيم في شئون القرية والتعليم على جائزة لجنة التحكيم الخاصة "الأفنجدلين" من مهرجان أوبرهاوزن بألمانيا، وجائزة جمعية النقاد .
حصل عن فيلمه الصعاليك على جائزة العمل الأول في مهرجان أسوان الأكاديمى، عام 1985.
تم اختيار ثلاثة أفلام له ضمن قائمة أهم 100 فيلم عربي التي أصدرها مهرجان دبي السينمائي الدولي في دورته العاشرة عام 2013، وهي: (الكيت كات 1991، أرض الخوف 1999، ورسائل البحر 2010.
حصل عن فيلمه أرض الأحلام على جائزة الإنتاج الثانية من المهرجان القومى للسينما، عام 1993.
حصل عن فيلمه مواطن ومخبر وحرامى على جائزة أفضل فيلم وأحسن إخراج من المهرجان القومى للسينما، وجائزة أحسن فيلم وأحسن إخراج وأحسن سيناريو من مهرجان جمعية الفيلم، عام 2001.

## أعماله
في مجال السينما التسجيلية :
- وصية رجل حكيم في شؤون القرية والتعليم
- العمل في الحقل
- عن الناس والأنبياء والفنانين

من أفلامه السينمائية «الصعاليك» (1985)، «البحث عن سيد مرزوق» (1991)، «الكيت كات» (1991)، «أرض الأحلام» (1993)، «أرض الخوف» (2000)، «مواطن ومخبر وحرامي» (2001)، «رسائل البحر» (2010)، و «قدرات غير عادية» (2015).
و في مجال الأفلام الروائية الطويلة :
- الصعاليك من تأليفه
- البحث عن سيد مرزوق من تأليفه
- أرض الأحلام وهو من تأليف : هاني فوزي
- الكيت كات عن رواية (مالك الحزين) لـ إبراهيم أصلان - السيناريو للمخرج
- سارق الفرح عن قصه لـ خيري شلبي بنفس الاسم - السيناريو للمخرج
- أرض الخوف من تأليفه
- مواطن ومخبر وحرامى من تأليفه
- رسائل البحر من تأليفه. كان مرشحاً لدور البطولة فيه الراحل أحمد زكي ومن بعده خالد صالح، حتى استقر عبد السيد على الفنان آسر ياسين
- قدرات غير عادية من تأليفه واخراجه بطولة خالد أبو النجا ونجلاء بدر وعباس أبو الحسن

## وصلات خارجية
- داود عبد السيد على موقع أرشيف الشارخ.
- داود عبد السيد على موقع IMDb (الإنجليزية)
- داود عبد السيد على موقع الدهليز
- داود عبد السيد على موقع قاعدة بيانات الأفلام العربية
- داود عبد السيد على موقع ألو سيني (الفرنسية)
- داود عبد السيد على موقع أول موفي (الإنجليزية)
- داود عبد السيد على موقع قاعدة بيانات الفيلم (الإنجليزية)
- داود عبد السيد على موقع كينوبويسك (الروسية)